# マーロン・シャーリー
マーロン・シャーリー（Marlon Shirley、1978年4月21日 - ）は、アメリカ合衆国のユタ州トレモントン出身の男子陸上選手。左足が義足。3度のパラリンピックに出場した経験があり、短距離、走り幅跳び、走り高跳びなどでメダルを獲得している。また、2007年の4月4日にはフィンランドのエスポーで開かれた大会でT44クラスの100mおいて10秒91のの世界記録を打ち立てた。
2004年のアテネパラリンピックでは200mでは敗れたものの100mでオスカー・ピストリウスに勝利した経験を持ち、北京パラリンピックもライバルとして期待されていた。しかし度重なるひざの手術や、ブドウ状球菌感染症に苦しめられ万全の状態でパラリンピックを迎えることができなかった。それでも予選を4位で通過することに成功したが、決勝ではスタート直後はオスカー・ピストリウス、ジェローム・シングルトンらと接戦を演じていたが、終盤にアキレス腱の痛みから転倒してしまった。しかしその後は助けを借りようとせずに最後まで走り切った。
3歳の時に母親に捨てられた経験があり、ラスベガスでストリートチルドレンとして生活していた。里親制度により親は見つかったものの、5歳の時に芝刈り機の事故にあい、左足を失った。さらに高校時代にはアメリカンフットボールでけがをし、さらに同じ左足を切断することになった。
また、ESPY賞を2003年と2005年に受賞している。